# ماکسیم بریو
ماکسیم بریو (انگلیسی: Maxime Brillault؛ زادهٔ ۲۵ آوریل ۱۹۸۳) بازیکن فوتبال اهل فرانسه است.
از باشگاه‌هایی که در آن بازی کرده‌است می‌توان به باشگاه فوتبال ونس، باشگاه فوتبال استاد برستوا ۲۹، باشگاه فوتبال رویال شارلوا، باشگاه فوتبال رن، و باشگاه ورزشی آمیان اشاره کرد.